# Jeffrey Rogers
Jeffrey Rogers (2 de julho de 1963) é um ex-ator e médico norte-americano.

## Vida e carreira
Rogers tornou-se conhecido por seu primeiro trabalho no cinema, o filme de terror Friday the 13th Part III, no qual interpretou o jovem Andy, uma das vítimas de Jason Voorhees. Para conseguir o papel, ele precisou demonstrar que sabia andar de ponta cabeça, uma vez que seu personagem tinha essa habilidade na trama. Além desse filme, também apareceu em outras produções cinematográficas e televisivas, incluindo o longa-metragem The Karate Kid Part II e episódios de séries como The Facts of Life. De acordo com Larry Zerner, seu colega de elenco em Friday the 13th Part III, Rogers parou de atuar para seguir carreira na medicina.

## Filmografia

### Cinema
| Ano  | Título                             | Papel  | Notas                | Ref.  |
| ---- | ---------------------------------- | ------ | -------------------- | ----- |
| 1982 | Friday the 13th Part III           | Andy   |                      | [ 1 ] |
| 1984 | Surf II                            | Bob    |                      | [ 2 ] |
| 1984 | Friday the 13th: The Final Chapter | Andy   | Filmagens de arquivo | [ 5 ] |
| 1986 | The Karate Kid Part II             | G.I. 4 |                      | [ 1 ] |

### Televisão
| Ano  | Título            | Papel       | Notas                      | Ref.  |
| ---- | ----------------- | ----------- | -------------------------- | ----- |
| 1983 | CHiPs             | Jo-Jo       | Episódio: "High Times"     | [ 6 ] |
| 1983 | The Facts of Life | Gil         | Episódio: "Who's on First" | [ 7 ] |
| 1984 | Young Hearts      | Doug Fettis | Episódio piloto            | [ 8 ] |
| 1986 | St. Elsewhere     | Raymond     | Episódio: "Family Affair"  | [ 9 ] |